# Salix minjiangensis
Salix minjiangensis — вид квіткових рослин із родини вербових (Salicaceae).

## Морфологічна характеристика
Це кущ. Однорічні гілочки ± волосисті; молоді гілочки жовтувато-сіро шовковисто ворсинчасті. Листки 5–7 мм шовковисто ворсистих ніжках; листкова пластинка округла, широко-еліптична або широко-обернено-яйцеподібна, 2.7–4.4 × 2.3–3.3 см, абаксіально (низ) зеленувата, шовковисто ворсиста вздовж середньої жилки, адаксіально тьмяно-зелена, запушена вздовж середньої жилки чи гола, край туманно залозисто-пилчастий або цільний, верхівка закруглена чи з легкою виїмкою. Плодові сережки шовковисто-ворсинчасті, 1–1.5 см. Коробочка вузько-яйцеподібна, ≈ 4 мм, гола.

## Середовище проживання
Сичуань.